# Flix (auteur)
Pour les articles homonymes, voir Flix.
Flix est un auteur et dessinateur berlinois de bandes dessinées. De son vrai nom Felix Görmann, il est né le 16 octobre 1976 à Münster et a étudié le design à l'école d'art Hochschule der Bildenden Künste Saar à Sarrebruck puis à l'Escola Massana à Barcelone.

## Biographie
En 1998, conseillé par Peter Butschkow, il publie sa première bande dessinée professionnelle, Who the fuck is Faust ?, une ré-écriture moderne de Faust aux éditions Eichborn.
Il enchaîne en 2002 avec Radio Ohrgasmus - Talkguerilla, publié par le label de bandes dessinées Carlsen. Le mot Ohrgasmus est un jeu de mots entre Ohr qui signifie oreille et Orgasmus, orgasme, suggérant une musique tellement agréable qu'elle provoquerait la jouissance.
La même année, il commence à dessiner la série Verflixt! (jeu de mots avec Verfickt) qui paraît dans divers journaux allemands. Un recueil de la série sera publié en album en 2005. Il présente également en 2002 en tant que projet de fin d'études la bande dessinée Held. Il y met en scène sa propre vie, de sa naissance à sa mort, et invente donc son futur autobiographique.
Il remporte avec Held prix Max et Moritz 2004 de la meilleure bande dessinée en langue allemande. Un an plus tard, il publie Sag was, un récit semi-autobiographique consacré à une histoire d'amour entre lui et Sophie, une camarade de Fac. En 2012, il reçoit le prix Max et Moritz du meilleur comic strip pour Schöne Töchter.

## Publications
Flix a publié de nombreuses bandes dessinées, dont certaines traduites dans plusieurs langues.
- 1998 Who the fuck is Faust? (Mais putain, qui est Faust ?)
- 2002 Radio Ohrgasmus - Talkguerilla (Radio Orgasme - Guérilla orale)
- 2003 held (Héros), traduit en français, espagnol, et coréen. Prix Max et Moritz 2004 de la meilleure publication locale de bande dessinée.
- 2004 sag was (Dis quelque chose)
- 2005 Verflixt!- …und jetzt?! (Verflixt ! [jeu de mots entre Verfickt et Flix]… et maintenant ?!)
- 2006 
  - Für Dich - Du bist süß! (Pour toi - Tu est mignon)
  - mädchen (Jeune fille)
- 2007 heldentage (Jours héroïques)
- 2009
- Verliebt! (Amoureux !)
  - Der Swimmingpool des kleinen Mannes (La piscine du petit homme)
  - Da war mal was… (Il y avait quelque chose là…)
  - Tut mir leid, aber Weihnachten fällt aus (Je suis désolé, mais Noël est annulé)
- 2010 Faust, Der Tragödie erster Teil. (Faust, la tragédie première partie)
- 2019 : Le Spirou de... : Spirou à Berlin[3], Dupuis, octobre 2019  (ISBN 979-1-03-474718-4)

Il a aussi réalisé en 2007 une des couvertures de l'album 8-bit Lagerfeuer du groupe allemand Pornophonique.

## Récompenses
- 2003 :
  - Lucky strike junior designer award 2003 pour Held
  - Prix ICOM de la bande dessinée la plus drôle de l'année pour Held
- 2004 :
  - Prix Max et Moritz de la meilleure bande dessinée de langue allemande pour Held
  - Swiss Cartoon Award 2004 pour la série Verflix alors publiée uniquement dans les journaux.
- 2007 : Stuttgart Cartoon Award
- 2009 : Prix Peng ! de la meilleure bande dessinée allemande pour Der Swimmingpool des kleinen Mannes
- 2012 : Prix Max et Moritz du meilleur comic strip pour Schöne Tïchter
- 2019 : Prix Peng ! de la meilleure bande dessinée allemande pour Spirou in Berlin